# Västersjön (Ramsjö socken, Hälsingland)
Västersjön är en sjö i Ljusdals kommun i Hälsingland och ingår i Ljusnans huvudavrinningsområde. Sjön har en area på 2,3 kvadratkilometer och ligger 208 meter över havet. Sjön avvattnas av vattendraget Sillerboån (Väljeån).

## Delavrinningsområde
Västersjön ingår i det delavrinningsområde (689468-149241) som SMHI kallar för Utloppet av Västersjön. Medelhöjden är 264 meter över havet och ytan är 16,23 kvadratkilometer. Räknas de 43 avrinningsområdena uppströms in blir den ackumulerade arean 360,26 kvadratkilometer. Sillerboån (Väljeån) som avvattnar avrinningsområdet har biflödesordning 2, vilket innebär att vattnet flödar genom totalt 2 vattendrag innan det når havet efter 172 kilometer. Avrinningsområdet består mestadels av skog (66 procent). Avrinningsområdet har 2,27 kvadratkilometer vattenytor vilket ger det en sjöprocent på 14 procent. Bebyggelsen i området täcker en yta av 1,05 kvadratkilometer eller 6 procent av avrinningsområdet.